# Natação nos Jogos Pan-Americanos de 2007 - 400 m livre masculino
O evento dos 400 m livre masculino nos Jogos Pan-Americanos de 2007 foi realizado no Rio de Janeiro, Brasil, em 17 e 18 de julho de 2007.

## Medalhistas
| Ouro   | USA Matt Patton       |
| Prata  | USA Tobias Work       |
| Bronze | BRA Armando Negreiros |

## Resultados
| Posição | Nadador                   | Semifinais | Semifinais | Final   |
| Posição | Nadador                   | Tempo      | Posição    | Tempo   |
| ------- | ------------------------- | ---------- | ---------- | ------- |
| 1       | Matt Patton (USA)         | 3:53.30    | 3          | 3:49.77 |
| 2       | Tobias Work (USA)         | 3:51.32    | 1          | 3:50.62 |
| 3       | Armando Negreiros (BRA)   | 3:51.47    | 2          | 3:51.18 |
| 4       | Felipe Araujo (BRA)       | 3:57.34    | 5          | 3:55.93 |
| 5       | Kler Maitland (CAN)       | 3:57.64    | 6          | 3:57.51 |
| 6       | Iván López (MEX)          | 3:57.25    | 4          | 3:59.53 |
| 7       | Daniel Delgadillo (MEX)   | 4:00.36    | 8          | 3:59.66 |
| 8       | Juan Pereyra (ARG)        | 3:59.97    | 7          | 4:02.91 |
|         |                           |            |            |         |
| 9       | Gian Carlo Zolezzi (CHI)  | 4:00.37    |            |         |
| 10      | Alejandro Gómez (VEN)     | 4:00.76    |            |         |
| 11      | Erwin Maldonado (VEN)     | 4:01.63    |            |         |
| 12      | Oscar Jahnsen (PER)       | 4:02.01    |            |         |
| 13      | Salvador Mallat (CHI)     | 4:02.37    |            |         |
| 14      | Evan Marcus (GUA)         | 4:06.37    |            |         |
| 15      | Daniel Quiepo (URU)       | 4:07.14    |            |         |
| 16      | Mario Montoya (CRC)       | 4:07.47    |            |         |
| 17      | Micky van der Vaart (ARU) | 4:12.68    |            |         |